# Esmolol
Esmolol (tên thương mại Brevibloc) là thuốc chẹn thụ thể beta 1 chọn lọc tim với khởi phát nhanh, thời gian tác dụng rất ngắn và không có hoạt động ổn định giao cảm hoặc màng ổn định nội tại đáng kể ở liều điều trị.
Đó là thuốc chống loạn nhịp nhóm II. Esmolol làm giảm lực và tốc độ co bóp của tim bằng cách ngăn chặn thụ thể beta-adrenergic của hệ thống thần kinh giao cảm, được tìm thấy trong tim và các cơ quan khác của cơ thể. Esmolol ngăn chặn hoạt động của hai chất tự nhiên: epinephrine và norepinephrine.
Nó được cấp bằng sáng chế vào năm 1980 và được chấp thuận cho sử dụng y tế vào năm 1987.

## Sử dụng trong y tế
Để chấm dứt nhịp tim nhanh trên thất,
Rung tâm nhĩ hoặc rung,
Rối loạn nhịp tim trong khi gây mê,
Để giảm HR và HA trong và sau phẫu thuật tim, và
Trong điều trị sớm nhồi máu cơ tim.
Esmolol cũng được sử dụng trong việc làm giảm phản ứng huyết động đối với nội soi thanh quản và đặt nội khí quản.

### Liều dùng
Một liều tải 0,5 mg/kg được đưa ra sau khi truyền 0,05 0,020 mg/kg/phút.

## Chuyển hóa
Esmolol được chuyển hóa nhanh chóng bằng cách thủy phân liên kết este, chủ yếu là các este trong cytosol của hồng cầu chứ không phải bởi cholinesterase huyết tương hoặc acetylcholinesterase màng hồng cầu. Tổng giải phóng cơ thể ở người đàn ông được tìm thấy là khoảng 20 L / kg / giờ, lớn hơn cung lượng tim; do đó sự chuyển hóa của esmolol không bị giới hạn bởi tốc độ lưu thông máu đến các mô chuyển hóa như gan hoặc bị ảnh hưởng bởi lưu lượng máu của gan hoặc thận. Thời gian tác dụng ngắn của Esmolol dựa trên chuỗi bên este-methyl cho phép thủy phân nhanh. Cấu trúc Esmolol được phản ánh trong tên gọi của nó, es-molol như trong ester-methyl. Cholinesterase huyết tương và acetylcholinesterase màng hồng cầu không có bất kỳ hành động. Sự trao đổi chất này dẫn đến sự hình thành một axit tự do và metanol. Lượng methanol được sản xuất tương tự như sản xuất methanol nội sinh. Esmolol có thời gian bán hủy phân phối nhanh khoảng 2 phút và thời gian bán hủy khoảng 9 phút.